# Balonmano en los Juegos Bolivarianos

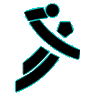
Balonmano

El balonmano masculino y femenino fue introducido en los Juegos Bolivarianos en la edición de Trujillo 2013. Cuatro años después en Santa Marta 2017.

## Torneo masculino
| Año          | Sede                  |           | Medalla de oro | Medalla de plata |  | Medalla de bronce |
| 2013 Detalle | Trujillo, Peru        | Venezuela | Colombia       | Guatemala        |  |                   |
| 2017 Detalle | Santa Marta, Colombia | Chile     | Colombia       | Venezuela        |  |                   |
| 2022 Detalle | Valledupar, Colombia  | Chile     | Venezuela      | Colombia         |  |                   |

## Torneo femenino
| Año          | Sede                  |          | Medalla de oro | Medalla de plata     |  | Medalla de bronce |
| 2013 Detalle | Trujillo, Peru        | Paraguay | Chile          | Venezuela            |  |                   |
| 2017 Detalle | Santa Marta, Colombia | Paraguay | Chile          | Venezuela            |  |                   |
| 2022 Detalle | Valledupar, Colombia  | Paraguay | Chile          | República Dominicana |  |                   |

## Medallero
| Núm. | País                 | Oro | Plata | Bronce | Total |
| ---- | -------------------- | --- | ----- | ------ | ----- |
| 1    | Paraguay             | 3   | 0     | 0      | 3     |
| 2    | Chile                | 2   | 3     | 0      | 5     |
| 3    | Venezuela            | 1   | 1     | 3      | 5     |
| 4    | Colombia             | 0   | 2     | 1      | 3     |
| 5    | Guatemala            | 0   | 0     | 1      | 1     |
| 6    | República Dominicana | 0   | 0     | 1      | 1     |